# Giuseppe Cappelletti
Giuseppe Cappelletti (né en décembre 1802 à Venise, mort le 2 février 1876 dans la même ville) est un prêtre et historien italien.

## Biographie
Issu d'une famille aux conditions sociales et économiques modestes, il est initié très jeune à la vie ecclésiastique. Il se consacre très tôt aux études historiques et savantes. Cependant, il ne reçoit pas une préparation adéquate dans les techniques historiographiques et philologiques; ses œuvres mettent donc en lumière sa culture peu abondante, bien qu'elle soit généralement une importante mine de données. Il sera un auteur très prolifique : en 1875, on compte plus de cinquante volumes publiés.
Ses premiers intérêts concernent la culture de l'Arménie, grâce à l'aide de la Congrégation des pères mékhitaristes de San Lazzaro degli Armeni qui met à sa disposition sa riche bibliothèque et sa typographie. Cappelletti traduit en latin certains textes de l'histoire arménienne comme les oeuvres de Nersès IV Chnorhali, en deux volumes (1833), des historiens arméniens du Ve siècle Yéghichê (1840) et Moïse de Khorène, en cinq volumes (1841). Plus tard, il écrit ses propres histoires concernant l'Église apostolique arménienne (L'Armenia, en 3 vol., Florence, 1841 ; Storia ecclesiastica armena, Florence 1842).
Son ouvrage Contro lo anonimo autore del libello intitolato: Il mechitarista di S. Lazzaro di Venezia; breve risposta nella sua specialità, paru en 1852, est mis à l’Index librorum prohibitorum le 5 septembre 1853.
Le 15 décembre 1842, il devient membre de l'Académie des sciences de Turin.
De nombreuses critiques, cependant, émergent de l'activité politique de Cappelletti. Il est en effet favorable à l'unification de l'Italie sous la maison de Savoie. Pendant la république de Saint-Marc (1848-1849), il crée deux journaux pendant les mois agités de la révolution et à partir du 1er août 1848, avec Ruggiero Bandarin, il imprime le journal Rivista dei veneziani, rebaptisés La Formica en octobre. Pour son patriotisme, il est attaqué par le patriarche de Venise Giacomo Monico. Il se réconcilie avec lui lorsqu'il doit se réfugier sur l'île des Arméniens pour échapper à la violence des patriotes en colère, car le 3 août 1849 le patriarche avait signé une pétition à l'Assemblée demandant que Venise capitule devant les Autrichiens.
Il existe de nombreux ouvrages de Cappelletti consacrés à l'histoire de Venise, dont une Histoire de la République de Venise en treize volumes, selon un ordre chronologique (Venise, 1850-1855). En 1873, il écrit à nouveau une brève Histoire des magistratures vénitiennes et un volume intitulé Les Jésuites et la République de Venise. Rinaldo Fulin l'accuse de faire passer des documents déjà publiés comme inédits. Son Histoire de Padoue des origines à nos jours (1874-1875) est également accusée de laisser-aller, tout comme son œuvre majeure, Les Églises d'Italie de leur origine à nos jours (1844-1870).
Ses ouvrages Breve corso di storia di Venezia condotta sino ai nostri giorni a facile istruzione popolare, paru en 1872, et Les Jésuites et la République de Venise, paru en 1873, notamment pour son approbation des Jésuites, sont à nouveau mis à l’Index librorum prohibitorum le 5 février 1874 et le 14 juillet 1873.
La dernière période de la vie est malheureuse. Cappelletti, bien que directeur des archives de Venise, oublié du public, affligé par les difficultés économiques, vit des subsides de la Congrégation de la Charité. Les conditions de vie affectent considérablement son état d'esprit. Il est particulièrement marqué par une forte perspective pessimiste comme le pamphlet Sur la fin du monde, études bibliques (1860), dans lequel le monde contemporain est décrit comme en proie à l'incrédulité et à l'irréligion, dominé par « l'indifférentisme » et le « libertinage éhonté » et caractérisé par un « refroidissement presque universel » de la charité.